# 凯蒂·麦克格雷斯
凯蒂·麦克格雷斯（Katie McGrath，1983年10月24日—）是一位愛爾蘭女演員。代表作是英国BBC电视剧《梅林传奇》。

## 早年生活
凯蒂·麦克格雷斯毕业于爱尔兰著名院校都柏林三一学院（Trinity College Dublin）并取得历史学士学位。在校期间，她曾在纹身打孔工作室、鸡尾酒酒吧等地靠打工维持生计。毕业后她希望能在《Image》杂志社担任时尚记者的工作。后来则转行首次担任历史类电视剧《都铎王朝》（The Tudors）的服装助理及化妆师。在此期间，被制作人看中，建议她从事表演系工作，于是她就开始在爱尔兰的各个经纪公司投放自己的简历，在制作人的介绍下终于首次出演了《都铎王朝》第二季第五集中的一个小角色。随后于2007年以电视剧《damage》与电影《伊登》正式出道。随后于2008年接拍了英国BBC制作的史诗奇幻电视剧《梅林传奇》而一举成名。
麦克格雷斯是《X战警电影系列》（X-MEN）等一些动漫系列的铁杆粉丝。

## 作品列表
| 電影   | 電影                                                   | 電影                                      | 電影            |
| 年份   | 片名                                                   | 角色                                      | 備註            |
| ------ | ------------------------------------------------------ | ----------------------------------------- | --------------- |
| 2008   | 《伊登》（Eden）                                       | Dessie's Girlfriend（德西的女友）         |                 |
| 2008   | 《瘋狗》（Freakdog）                                   | Harriet（哈麗特）                         |                 |
| 2011   | 《傾國之戀》（溫莎公爵的情人）（W.E.）                 | Lady Thelma（西尔玛·佛奈丝侯爵夫人）      |                 |
| 2014   | 《女主角》(Leading Lady （页面存档备份，存于）)        | Jodi Rutherford（茱蒂·路塞佛）            |                 |
| 2015   | 《侏羅紀世界》（Jurassic World）                       | Zara (莎菈)                               |                 |
| 2015   | 《偷天駭客》（THE THROWAWAYS）                         | Gloria Miller（格洛麗亞·米勒）            |                 |
| 2017   | 《亞瑟：王者之劍》（King Arthur: Legend of the Sword） | Elsa（艾莎）                              |                 |
| 電視劇 |                                                        |                                           |                 |
| 年份   | 劇名                                                   | 角色                                      | 備註            |
| 2007   | Damage                                                 | Rachel（瑞秋）                            |                 |
| 2008   | 《都鐸王朝》（The Tudors）                             | Bess（貝絲）                              |                 |
| 2008   | The Roaring Twenties                                   | Vixen(潑婦)                               |                 |
| 2008   | 《梅林傳奇》（Merlin）                                 | Morgana （莫根娜）                        |                 |
| 2009   | 《女王》（The Queen）                                  | Princess Margaret（瑪格麗特公主）         |                 |
| 2011   | 《聖誕公主》（A Princess for Christmas）               | Jules Daly（朱爾斯·戴利）                 |                 |
| 2012   | 《迷宮》（Labyrinth）                                  | Oriane Congost（歐麗安·可古斯特）         |                 |
| 2013   | 《拍拖男女》（Dates）                                  | Kate（凱特）                              | 搭配演員嘉瑪·陳 |
| 2013   | 《情迷德古拉》（Dracula）                              | Lucy Westenra（露西·溫絲特拉）            | 2013-2014共兩季 |
| 2016   | 《女超人/超級少女》（Supergirl）                       | Lena Luthor（莉娜·盧瑟）                  | 2016年 - 現在   |
| 2016   | 《邊境爭霸：Frontier》（Frontier）                     | Elizabeth Carruthers（伊利沙伯·卡拉瑟斯） |                 |
| 2016   | 《鮮血淋漓》（Slasher）                                | Sarah Bennet (莎拉·班奈特)                |                 |
| 2017   | 《按鈕：聖誕故事》 (Buttons （页面存档备份，存于）)    | Mrs. Wentworth                            | 電視電影        |
| 2019   | 《伴娘的秘密》 (Secret Bridesmaids' Business)          | Saskia de Merindol                        |                 |